# Райхман Леонід Федорович
Райхман Леонід Федорович (Єлизар Файтелевич Райхман, 1908, с. Нововоронцовка, Херсонська губернія — 10 березня 1990, Москва) — співробітник органів державної безпеки; генерал-лейтенант (1945).

## Біографія

### Ранні роки
Народився 27 грудня 1908 року у містечку Нововоронцовка Ново-Воронцовської волості Херсонського повіту у сім'ї ремісника.
У 1917 році закінчив 2 класи школи. У 1921-1922 роках — учень столяра у столярно-кустарній майстерні в Прилуках, з 1923 року навчався у профшколі та працював вантажником у Катеринославі, з 1926 року — конторник, рахівник контори «Навантаження» у Кривому Розі, з 1927 Спілки харчовиків, з 1928 року — столяр деревообробної фабрики у Кривому Розі.
У 1930-1931 роках служив у 7-му стрілецькому полку РСЧА в Севастополі.
Після демобілізації оселився у Ленінграді. У 1931-1932 роках працював завідувачем кадрами деревообробного комбінату № 6. З грудня 1931 член ВКП(б).

### В органах держбезпеки
З грудня 1931 року був негласним співробітником ОГПУ, з квітня 1932 року працював помічником уповноваженого Повноважного представництва Об'єднаного державного політичного управління Ленінградського військового округу (ПП ОГПУ ЛВО) по Петроградському району, з 1933 року — уповноваженим 1-го відділення секретно-політичного відділу ПП ОГПУ ЛВО — УДБ УНКВС Ленінградської області, з 16 квітня 1937 — помічником начальника 1-го відділення 4-го відділу УДБ УНКВС Ленінградської області.
З 1 червня 1937 року працював у центральному апараті НКВС у Москві. 1 червня-1 грудня 1937 — помічник начальника 1-го відділення 4-го (секретно-політичного) відділу ГУДБ НКВС СРСР. 1 грудня 1937-червень 1938 — начальник 1-го відділення 4-го відділу ГУДБ НКВС СРСР. Червень-жовтень 1938 — начальник 5-го відділення 4-го (секретно-політичного) відділу 1-го Управління НКВС СРСР. Жовтень 1938-1 січня 1940 — начальник 5-го відділення 2-го (секретно-політичного) відділу ГУДБ НКВС СРСР. 1 січня 1940-26 лютого 1941 — заступник начальника 2-го відділу ГУДБ НКВС СРСР. 26 лютого - 31 липня 1941 року — заступник начальника 2-го Управління НКДБ СРСР. 31 липня 1941-16 травня 1943 — заступник начальника 2-го Управління НКВС СРСР. 20 травня 1943-19 жовтня 1951 — заступник начальника 2-го Управління (з 4 червня 1946 2-го Головного управління) НКДБ-МДБ СРСР.
Займався справою «Союзу марксистів-ленінців» (1932), справою «ленінградської контрреволюційної зинів'євської групи Сафарова, Залуцького та інших» (1934), справою «Московського центру» (1935), справою «Антирадянського об'єднаного Троцькістсько-зінов'євського блоку «Паралельного антирадянського троцькістського центру» (1936). 28 квітня 1937 року був здійснений у лейтенанти держбезпеки, минаючи звання молодшого лейтенанта держбезпеки.
Після переведення з Ленінграда до Москви на посаді начальника відділення у секретно-політичному відділі керував агентурно-оперативною роботою у творчій інтелігенції. Викладав спеціальні дисципліни на курсах підготовки керівних кадрів відомства. З 1939 року займався серед іншого спеціального агента Миколи Кузнєцова, який під кодовим ім'ям «Колоніст» займався «оперативною розробкою» іноземних дипломатів.
Наприкінці вересня 1939 року був посланий до Львова, де під дахом якогось фіктивного наукового закладу шукав підходи до глави уніатів митрополита Шептицького, а також займався попереднім відбором польських військовополонених для потреб радянської контррозвідки. Весною 1940 року входив до групи осіб, яким було доручено підготувати виконання Постанови Політбюро ЦК ВКП(б) про ліквідацію польських офіцерів. У його завдання входила робота зі збирання та систематизації матеріалів на офіцерів, які мали відношення до полону солдатів армії Тухачевського під Варшавою у 1920 році, а також до їх утримання в таборах для військовополонених. У вересні 1941 року керував опергрупою з переселення німців Поволжя із Саратовської області. Пізніше забезпечував безпеку евакуйованих до Куйбишева іноземних дипломатів. У роки війни його обов'язок входило підтримка контактів з Оперативним управлінням Генштабу, яке головним завданням було очищення звільнених територій від ворожої агентури. За дорученням Берії займалося «польське питання». З жовтня 1943 до січня 1944 року — ще до прибуття «комісії Бурденко» — очолював опергрупу НКВС на місці розстрілу польських військовополонених у Катині. Рішенням Урядової комісії з Нюрнберзького процесу від 24 травня 1946 року був включений до групи підготовки матеріалів та свідків у Катинській справі для Нюрнберга. У 1946-1951 роках керував у Львові операціями проти оунівських загонів.

### Перший арешт
Заарештований 19 жовтня 1951 року при виконанні у справі про сіоністську змову в МДБ (справа Абакумова). Звинувачений у тому, що «являючись учасником зрадницької групи, проводив в органах МДБ СРСР шкідницьку роботу, спрямовану на підрив державної безпеки Радянського Союзу; разом зі своїми спільниками обманював ЦК КПРС, приховуючи злочинні провали в контррозвідувальній роботі органів держбезпеки щодо боротьби з агентурою іноземних розвідок та націоналістичним підпіллям; будучи переконаним єврейським націоналістом, поширював ворожий наклеп на національну політику партії та Радянського уряду». На слідстві піддавався тортурам із примусом до самозастереження та надання свідомо хибних свідчень проти спільників. Звільнений із ув'язнення 21 березня 1953 року за наказом міністра внутрішніх справ СРСР Л. Берії як «невинно постраждалий». Призначений 9 травня 1953 начальником контрольної інспекції при міністрі внутрішніх справ СРСР. Після падіння та арешту самого Л. Берії 4 липня 1953 року усунуто з посади і 17 липня звільнено з МВС з формулюванням «за службовою невідповідністю».

### Другий арешт
Заарештовано 21 серпня 1953 року «за тяжкий злочин проти КПРС». Звинувачувався за статтею 193-17 "б" КК РРФСР («підозра у перевищенні повноважень у виконанні службових обов'язків»). Засуджено ВКВС СРСР 15 серпня 1956 року до 10 років ув'язнення з подальшим поразкою у правах на 3 роки. За Указом ПВС СРСР від 27 березня 1953 року «Про амністію» термін покарання скорочено до 5 років. З урахуванням раніше відбутого ув'язнення (жовтень 1951-березень 1953) 10 листопада 1956 звільнений з Бутирської в'язниці, де утримувався після вироку.
Виключений із КПРС. 29 березня 1957 позбавлений всіх нагород, а 10 вересня 1957 — звання генерал-лейтенант ГБ.

### Наступні роки
Надалі працював юрисконсультом у Москві. В останні роки життя займався дослідженнями в галузі космології, написав дві книги — «Діалектика буття небесних тіл» та «Механізм сонячної активності».
Помер 14 березня 1990 року у Москві від раку легень. Похований на Введенському цвинтарі.
4 квітня 2003 року Головна військова прокуратура відмовила у його реабілітації.
З 1941 року другим шлюбом був одружений з балериною Ольгою Лепешинською, після звільнення з ув'язнення в 1953 році до дружини не повернувся.

## Звання
- Сержант державної безпеки (23 березня 1936 року);
- Лейтенант державної безпеки (28 квітня 1937, здійснено, минаючи звання молодшого лейтенанта державної безпеки);
- Старший лейтенант державної безпеки (5 листопада 1937);
- Капітан державної безпеки (25 квітня 1939 р.);
- Майор державної безпеки (14 березня 1940 р.);
- Старший майор державної безпеки (12 липня 1941 р.);
- Комісар державної безпеки (14 лютого 1943 р.);
- Комісар державної безпеки 3-го рангу (2 липня 1945 р.);
- Генерал-лейтенант (9 липня 1945).